# Pobřežní hory
Pobřežní hory (anglicky Coast Mountains) jsou horské pásmo spadající pod Kordillery, které se táhne podél západního pobřeží Severní Ameriky a pokrývá většinu pobřežních oblastí kanadské provincie Britská Kolumbie. Nejvyšší horou je Mount Waddington (4019 m).

## Geografie
Pobřežní hory jsou 1 600 kilometrů dlouhé a v průměru 200 km široké. Jsou součástí větší skupiny, nazývané Pacifické pobřežní pásmo (Pacific Coast Ranges). To v sobě zahrnuje pásmo Aljašské hory, pohoří Chugach, pohoří Saint Elias Mountains, pásmo Kaskádového pohoří, pohoří Sierra Madre Occidental a další horská pásma. Na západní straně hor se nacházejí hluboké deštné pralesy mírného pásma, v pohoří je mnoho vrcholů pokryto ledovcem. Součástí Pobřežních hor jsou i největší ledovce na světě nacházející se v mírném pásmu. Pohoří se na jeho východních svazí zužuje do suché vnitřní rokliny, nebo do subarktického lesa v oblasti Skeena Mountains a náhorní plošiny Stikine Plateau.

## Poloha
Jižní a jihovýchodní část pohoří je ohraničena plošinou Interior Plateau. Severně od pahorkatiny Nechako je pohoří Coast Mountains lemováno na vnitrozemské straně pohořím Hazelton, pohořím Skeena, plošinou Stikine, plošinou Tahltan a pohořím Tagish. Jeho severozápadní okraj ohraničuje řeka Kelsall, ležící v severní části jihovýchodní Aljašky, za kterou se rozkládá pohoří St. Elias Mountains.

## Vznik pohoří

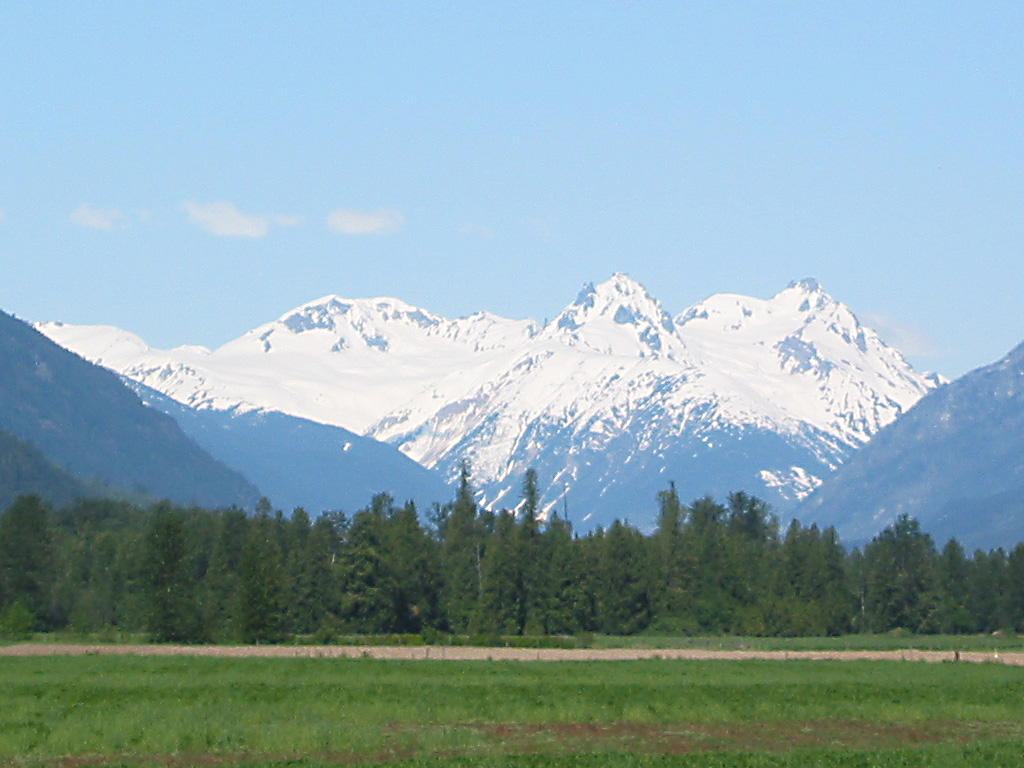
Sopka Mount Meager ležící v horském pásmu Pacific Ranges

Pohoří Coast Mountains vzniklo před 115 milióny let, když se aktivní vulkanický oblouk souostroví Insular Islands srazil s pobřežím amerického severozápadu. Po milióny let byly jeho vrcholy tlačeny dolů a izostatický odraz způsobil, že jejich magma v magmatických krbech začalo stoupat. Tím se postupně vytvořila dnešní podoba pohoří North Shore.

## Nejznámější hory Coast Mountains
| hora / vrch        | výška | výška od základny |
| ------------------ | ----- | ----------------- |
| Mount Waddington   | 4019  | 3289              |
| Monarch Mountain   | 3555  | 2930              |
| Razorback Mountain | 3183  | 2253              |
| Skihist Mountain   | 2968  | 2463              |
| Mount Ratz         | 3090  | 2430              |
| Mount Queen Bess   | 3298  | 2355              |
| Wedge Mountain     | 2892  | 2249              |
| Otter Mountain     | 2692  | 2242              |
| Mount Silverthrone | 2860  | 974               |
| Kwatna Peak        | 2290  | 2225              |
| Scud Peak          | 2987  | 2172              |

Mount Waddington je svou výškou 4 019 metrů nejvyšším vrcholem pohoří Coast Mountains a nejvyšší horou provincie Britská Kolumbie.
Největším ledovcem Coast Mountains je ledovec Ha-Iltzuk.

## Rozdělení pohoří podle horských pásem
Coast Mountains se dělí na několik hlavních horských pásem. Mezi ně patří:

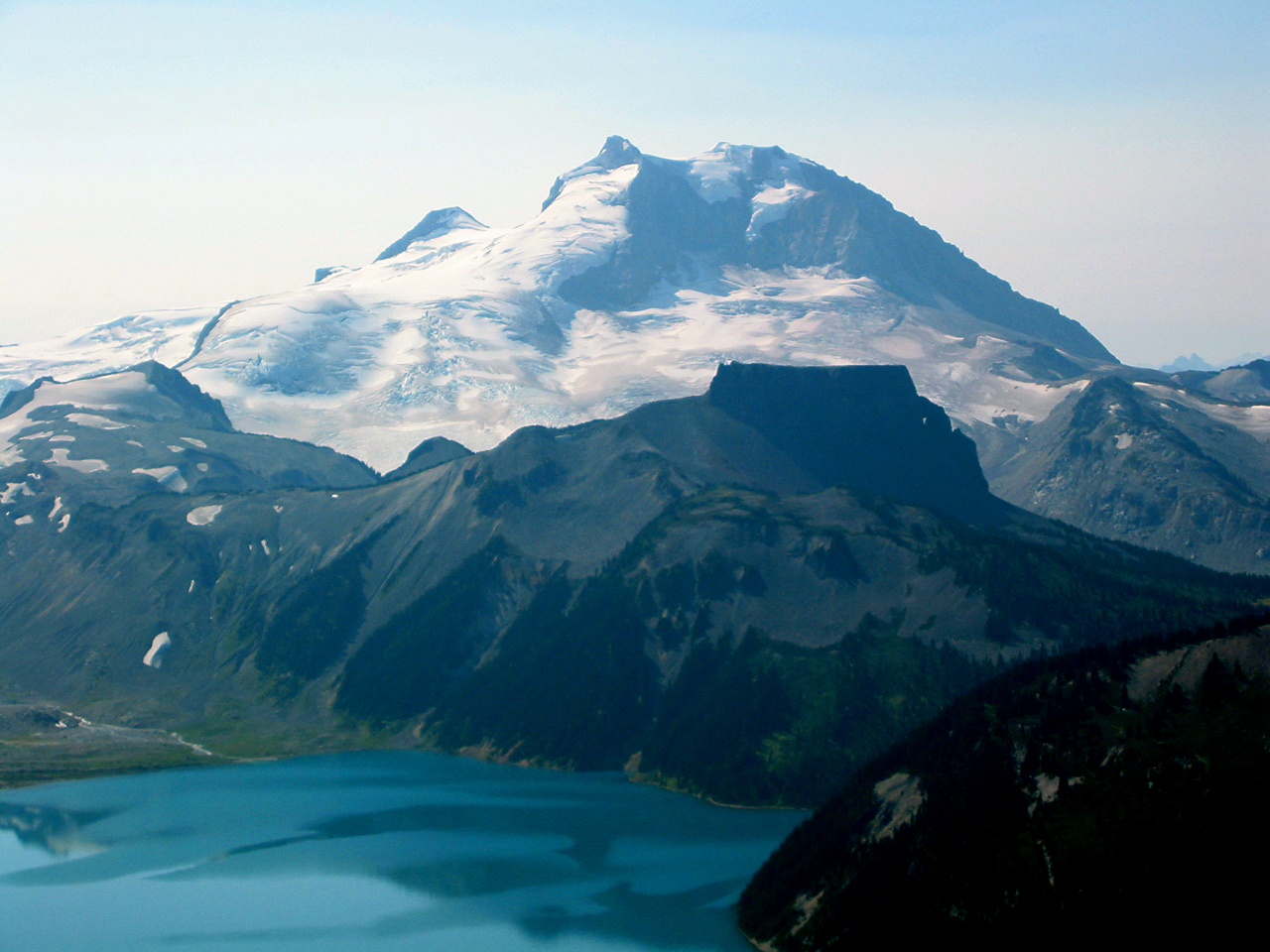
Stratovulkán Mount Garibaldi

- Horské pásmo Boundary Ranges, které se táhne podél hranice Aljašky a Britské Kolumbie, od ústí řeky Nass a vysokohorským průsmykem Chilkoot Pass. Jeho součástí jsou i rozlehlé ledovce Juneau a Stikine.
- Horské pásmo Kitimat Ranges, které leží mezi řekami Nass a Bella Coola.
- Horské pásmo Pacific Ranges, které leží mezi řekou Bella Coola a oblastí Lower Mainland. V tomto horském pásmu se nacházejí hory s největšími sněhovými vrcholy v mírném zeměpisném pásmu na světě, každý z nich má 25 až 40 km v průměru.
- Horské pásmo Chilcotin Ranges, které se nachází ve vnitrozemní části horského pásma Pacific Ranges mezi řekou Klinaklini a soutokem řek Bridge a Fraser v blízkosti města Lillooet. Toto pásmo bývá někdy označováno za součást Pacific Ranges.
- Horské pásmo Lillooet Ranges, které leží mezi povodím řeky Harrison-Lillooet a řekou Fraser, jižně od dráhy železnice British Columbia Railway. I toto pásmo bývá někdy označováno za součást Pacific Ranges.
- Horské pásmo Front Ranges, které zahrnuje pohoří North Shore v oblasti Metro Vancouver a nižší vrchy na pobřeží Sunshine Coast.